# Tribunalul Militar Internațional pentru Orientul Îndepărtat

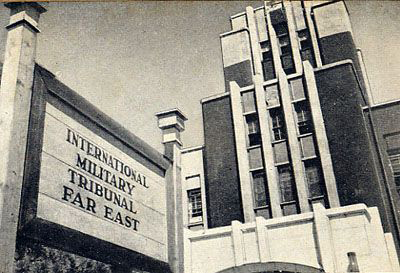
Tribunalul Militar Internațional pentru Orientul Îndepărtat a fost convocat la Tribunalul Ichigaya, fosta clădire a Armatei japoneze imperiale, din Ichigaya, Tokyo.

Tribunalul Militar Internațional pentru Orientul Îndepărtat (IMTFE), cunoscut și sub numele de Procesul de la Tokyo sau Tribunalul pentru Crime de Război din Tokyo, a fost un proces militar convocat la 29 aprilie 1946 pentru a trimite în judecată conducătorii Imperiului Japonez pentru o conspirație comună pentru a începe și duce războiul (clasificat drept „clasa A”), crime de război convenționale („clasa B”) și crimele împotriva umanității („clasa C”).
Unsprezece țări (Australia, Canada, China, Franța, India Britanică, Olanda, Noua Zeelandă, Filipine, Uniunea Sovietică, Regatul Unit și Statele Unite) au furnizat judecători și procurori instanței. Apărarea cuprindea avocați japonezi și americani.

## Legături externe
- University of Virginia The International Military Tribunal for the Far East Digital Collection http://imtfe.law.virginia.edu
- Legal Tools, Other International(ised) Criminal Jurisdictions, International Military Tribunal for the Far East (IMTFE) https://www.legal-tools.org/
- Zachary D. Kaufman, "Transitional Justice for Tojo's Japan: the United States Role in the Establishment of the International Military Tribunal for the Far East and Other Transitional Justice Mechanisms for Japan after World War II" Emory International Law Review, vol. 27 (2013)
- Zhang Wanhong, "From Nuremberg to Tokyo: Some Reflections on the Tokyo Trial" Cardozo Law Review, vol. 27 (2006)
- Materiale media legate de Q133539310 la Wikimedia Commons